# Paul Nocquet
Paul-Ange Nocquet, nacido en Bruselas en el año 1877 y fallecido el  5 de abril de 1906 en Amityville, fue un escultor, escritor y aeronauta valón de nacionalidad belga .

## Datos biográficos
Próximo al Museo Rodin, fue entrenado como escultor por Constantin Meunier y Jef Lambeaux.
Ganó el premio Godecharle de Escultura el año 1900. Emigró a los Estados Unidos en 1903 .
Fue amigo de los escultores más famosos de su generación, como Gutzon Borglum.
Fue miembro del Aero Club de Nueva York. Se ahogó después de un accidente en globo aerostático, a los 29 años. 